# Banque Mallet
Pour les articles homonymes, voir Mallet.
La banque Mallet était une banque privée d'origine genevoise dès le XVIIe siècle, établie à Paris dès 1713, puis absorbée par le groupe ABN Amro en 2004.

## Historique

### L'exil à Genève
Les Mallet sont originaires de Rouen : on y trouve un certain Jacques Mallet, né en 1530, dans la foi protestante et marchand-drapier. Il épouse en secondes noces Laure Sartoris et tous deux se réfugient à Genève vers 1557 où Jacques meurt en 1598. Il a dix enfants qui pour la plupart s'unissent à d'importantes familles de la grande bourgeoisie genevoise : Pictet, Saint-André, La Rive, Le Royer etc. Pendant deux générations, ils sont pour la plupart commerçants ou médecins et accumulent d'importantes créances. Le premier à avoir fondé une maison de banque est Jacques Mallet (1644-1708) qui tient comptoir à Genève ; il aura une importante descendance dont Gédéon (1666-1750), qui fonde la maison Gédéon Mallet, Cramer et Cie.

### Banquier à Paris
Envoyé à Paris en 1704 pour représenter Gédéon Mallet, Cramer et Cie, Isaac Mallet (1684-1779) y créée la maison de banque Issac Mallet et Cie d'abord en 1713, puis en 1721, peu après la faillite du Système de Law dont il réchappe. Il a pour principal associé Robert Dufour.
La maison Mallet devient entre autres chargée des affaires de René Charles de Maupeou puis de son fils René Nicolas, tous deux chanceliers de France.
Les enfants d'Isaac continuèrent à développer les affaires de la maison : Jacques Mallet (1724-1815) s'associa un temps avec Jacques Necker. Paul-Henri Mallet fut anobli par le roi Frédéric V de Danemark en 1765.
Entre 1680 et 1750, d'autres  membres de la famille Mallet s'établissent des succursales  à Londres  et Boston. Ils se positionnent dans les grands ports français coloniaux (Le Havre, Bordeaux, Marseille) mais aussi dans ceux du Nord de l'Europe, à la faveur du développement des grandes compagnies des Indes : cautionnements d'armateurs ou assurance du fret.

### AuXIXesiècle
Après avoir perdu une grande partie de ses actifs en France durant la Révolution française, Guillaume Mallet dit Mallet l'aîné, petit-fils d'Isaac, devient, avec un autre banquier suisse, Jean-Frédéric Perregaux, actionnaire-fondateur de la Banque de France en 1800 et siège au troisième fauteuil en tant que régent. 
Durant près de 135 ans, un membre de la famille Mallet occupe un siège au directoire de la Banque de France (jusqu'à la réforme de 1936).
Les alliances familiales des Mallet les allient à Antoine Odier, aux Berthoud-Courvoisier, à Émilie Oberkampf, Bartholdi, Neuflize, André, Schlumberger, Mirabaud. 
Devenue banque d'affaires, la banque Mallet frères fut fortement impliquée dans les premières grandes compagnie d'assurances françaises (La Nationale, les Assurances générales, la Compagnie Phénix, etc.), dans les chemins de fer, les houillères, dans la construction de quartiers entiers de Paris (les passages parisiens en 1822, l'Opéra-Comique en 1828), mais aussi dans la création de nouveaux établissements bancaires : Banque de Candolle, Mallet & Cie, Crédit agricole, Banque impériale ottomane, Société générale, Crédit immobilier, etc.
Elle gère aussi les affaires des descendants de Louis-Philippe Ier, l'une des premières fortunes de France, en ayant racheté pour partie les créances du banquier Jacques Laffitte.

### AuXXesiècle
Avant 1914, la famille Mallet possède des parts dans l'Union parisienne, l'Union européenne, la Compagnie du port de Beyrouth, la Société centrale pour l'industrie électrique, la Société allumetière française, ou les Établissements Jacob Delafon. Durant la Première Guerre mondiale, Ernest Mallet, aux côtés d'Octave Homberg et de Basil Blackett (en), négocie auprès des Américains un emprunt de 500 millions de dollars. 
En 1947, Jacqueline Mallet, lance la Fondation Mallet pour le handicap, reconnue d'utilité publique.
En 1966, Banque de Neuflize, Schlumberger et Cie et de la Banque Mallet frères et Cie donnant naissance à Neuflize, Schlumberger, Mallet et Cie (NSM et Cie). En 1969, Mallet devient la société exploitante de la holding financière.
En 2004, le nom de Mallet disparaît sous l'entité Banque de Neuflize pour former en 2006 la banque Neuflize OBC (Odier Bungener et Cie), aujourd'hui filiale de la banque néerlandaise ABN AMRO, elle-même sous contrôle de l'État néerlandais.